# Розман, Франц

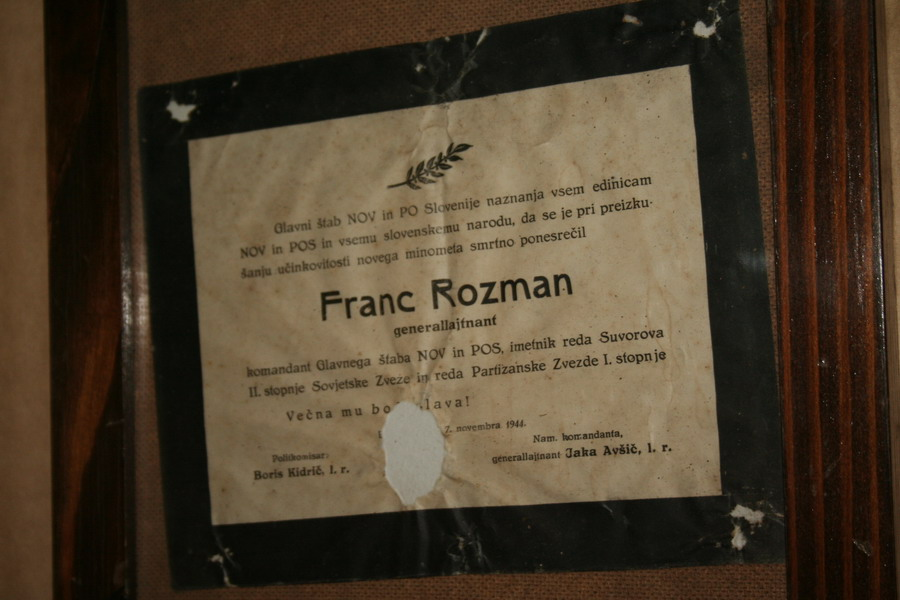
Памятная дощечка в партизанской больнице Франья

Франц «Стане» Розман (27 марта 1911 — 7 ноября 1944) — участник гражданской войны в Испании и один из командиров партизанского движения в Югославии во время второй мировой войны. Народный герой Югославии.

## Биография

### Ранние годы
Франц Розман Стане родился 27 марта 1911 года в деревне Сподне Пирнице в Белой Крайне, недалеко от Любляны (на территории нынешней Словении). Его отец Франц Розман был железнодорожный рабочий, а мать Марьяна (в девичестве Стане) — домохозяйка. Франц был третьим ребёнком в семье — старшие сестры Мариета и Терезия и младший брат Мартин.
В 1914 году отец был призван в Австро-венгерскую армию, попал на восточный фронт и в том же году погиб в России. После смерти отца старшие сестры попали в детский дом, а братья остались с матерью. С 15 лет начал работать в таверне и там освоил профессию помощника пекаря. С детства мечтал о карьере военного, но не смог поступить в военное училище из-за отсутствия образования.

### Служба в армии
В 1932 году был призван в югославскую армию и отслужил 1 год, получив звание капрала. В армии был пекарем. После завершения военной службы, открыл собственную пекарню в Медводах, но вскоре обанкротился. В 1935 году началась Вторая итало-эфиопская война, и Франц безуспешно пытался поехать воевать на стороне Эфиопии.

### Гражданская война в Испании
Вскоре после начала гражданской войны в Испании он поехал на Пиренеи, став одним из первых югославских добровольцев. Вступил 1 октября 1936 в Интербригаду. В том же году вступил в Коммунистическую партию Испании. В Хараме окончил школу унтер-офицеров. Изучил французский и русский язык, поэтому часто помогал советским инструкторам в качестве переводчика. Позже окончил школу офицеров в Альбасете, после чего получил звание лейтенанта и назначен командиром роты в 4 батальоне Димитрова 15 интербригады. Позже получил звание капитана и назначен командиром батальона. Однополчане вспоминали Стане как решительного и энергичного командира. В 1939 году вступил в Коммунистическую партию Югославии. При поражении республиканских войск вывел свой батальон из окружения на территорию Франции, но был задержан и помещен в лагерь, где находился до 1941 года.

### Вторая мировая война
В апреле 1941 года приехал в Мейсен, затем через Лейпциг, где работал пекарем, к июлю вернулся в Югославию (через Загреб в Любляну). Некоторое время жил с активисткой Освободительного фронта Словении. Осенью 1941 года присоединился к словенским партизанам. Назначен военным инструктором Главного штаба партизанского движения Словении с задачей организовать 1й Штирийский партизанский батальон см.sl: Štajerski partizanski bataljon. Позже становится его командиром и пытается предотвратить массовые депортации словенского населения. Осенью 1941 года совместно с другими партизанами Нижней Штирии участвует в нападении на Шоштань, а также в диверсиях на электростанции. С наступлением зимы батальон разбился на маленькие группы и Франц приехал в Любляну, где в начале декабря встретился с младшим братом Мартином. Немцы несколько раз пытались организовать ликвидацию партизан, но без успеха.
Постепенно численность бойцов возросла до более 300 человек и весной 1942 года батальон был преобразован в Штирийскую партизанскую бригаду, Франц остался её командиром. По своим боевым качествам это была сильнейшая в Словении боевая единица. В 1942 году бригада провела ряд операций, нанеся немцам значительный ущерб. В 1943 году, после реорганизации, Стане был назначен командиром Четвёртой оперативной зоны, 1 мая 1943 Розману присвоено звание генерал-майора. 14 июля 1943 года был назначен Начальником главного штаба Народно-освободительной армии и партизанских отрядов Словении. 1 сентября 1943 ему присвоили звание генерал-лейтенанта НОАЮ.
7 ноября 1944 вместе с группой высших офицеров осматривал новую модель противотанкового гранатомёта (PIAT), присланную британскими союзниками. При испытании одна граната разорвалась в стволе. Стане был смертельно ранен и в тот же день умер в больнице Франья. Похоронен на кладбище народных героев в Любляне. 11 ноября 1944 году по предложению Председателя Антифашистского вече народного освобождения Югославии был награждён званием Народного героя Югославии. Также награждён советским Орденом Суворова II степени.

## Память
- Командир Стане, как его называли партизаны, был одним из признанных лидеров народно-освободительного движения Словении. Известная партизанская песня «Командир Стане» посвящена ему.
- В Словении его именем названо множество школ, а также казармы в Любляне-Поле.
- В ВМС СФРЮ имя Розмана носил ракетный катер типа «Оса» — RČ-309 «Франц Розман-Стане».
- В 2011 году центральный банк Словении выпустил памятную монету в честь 100-летия со дня рождения Стане.